# Международная организация работодателей
Международная организация работодателей (МОР) (англ. International Organisation of Employers) — международная организация и постоянно действующий орган работодателей по продвижению и защите их интересов на глобальном уровне в Международной организации труда (МОТ) . 
Международная организация работодателей расположена в Женеве, Швейцария.
В состав МОР по состоянию на апрель 2013 года входит 150 национальных объединений работодателей из 143 стран.
Международная организация работодателей выполняет функцию секретариата стороны работодателей в Международной организации труда, а также представляет интересы бизнеса в выработке такой социально-трудовой политики на международных форумах, в том числе группы G20. МОР является признанным каналом обмена информации со всеми органами ООН и иными международными организациями (ISO, Всемирный банк).
Интересы работодателей Российской Федерации в МОР представляет Российский союз промышленников и предпринимателей (РСПП).

## История
Начало созданию организации было положено в марте 1920 года в Лондоне, где она была первоначально создана как Международная организация работодателей в промышленности (англ. International Organisation of Industrial Employers (IOIE)) во время проведения совещания Международной организации труда. Первыми членом организации IOIE были Центральный промышленный совет Бельгии, Генеральный совет французских производителей, федерации британской промышленности, итальянская Конфиндустрия, Организация испанских работодателей,  организации латиноамериканских работодателей и другие локальные организаций. На этой встрече национальных групп работодателей была создана организация, которая провела свою первую Генеральной Ассамблее в октябре 1920 года в Брюсселе.

## Управление
Высшим руководящим органом Международной организации работодателей является Генеральный совет, который объединяет делегатов, направленных  организациями - членами МОР. Генеральный совет собирается не реже одного раза в год и утверждает  работу Правления, которое формулирует общее направление политики Международной организации работодателей, принимает план действий на следующий год и оценивает работы за предыдущий год. Секретариат является исполнительным органом, осуществляющим повседневную работу Международной организации работодателей. Секретариат возглавляет Генеральный секретарь, подотчетный Генеральному совету и Правлению.

## Цели организации
Миссия МОР состоит в обеспечении участия работодателей в выработке такой социально-трудовой политики, которая способствовала бы успешному развитию предприятий и созданию новых рабочих мест.
МОР является международной некоммерческой организацией, которая имеет в качестве целей следующие направления работы:
- Создание экономических и социальных условий, благоприятных для свободного предпринимательства и стабильной рыночной экономики .
- Создание международного форума для выражения интересов национальных организаций работодателей по социальной и трудовой политики.
- Предоставление информации и консультирование членов, организация постоянных связей между ними, отстаивание интересов работодателей на международном уровне.
- Оказание поддержки локальным организациям работодателей.
- Информирование общественности и разъяснение аргументации работодателей.
- Содействие организациям работодателей в обмене опытом, передовой практикой и информацией.

## Состав организации
Полный перечень участников организации МОР, который включает 150 национальных организаций работодателей в 143 странах, можно получить на их веб-сайте. В качестве члена к  Международной организации работодателей может присоединиться любая организация, разделяющая цели и задачи организации, являющая свободной и независимой организацией, а также при условии, что страна является членом Международной организации труда. 
Кроме того, в состав МОР входят всероссийская организация работодателей Российский союз промышленников и предпринимателей и всеукраинская организация бизнеса Федерация работодателей Украины.  